# Tarnoruda (Chmelnyzkyj)
Tarnoruda (ukrainisch und russisch Тарноруда) ist ein Dorf im Westen der ukrainischen Oblast Chmelnyzkyj mit etwa 660 Einwohnern (2004).

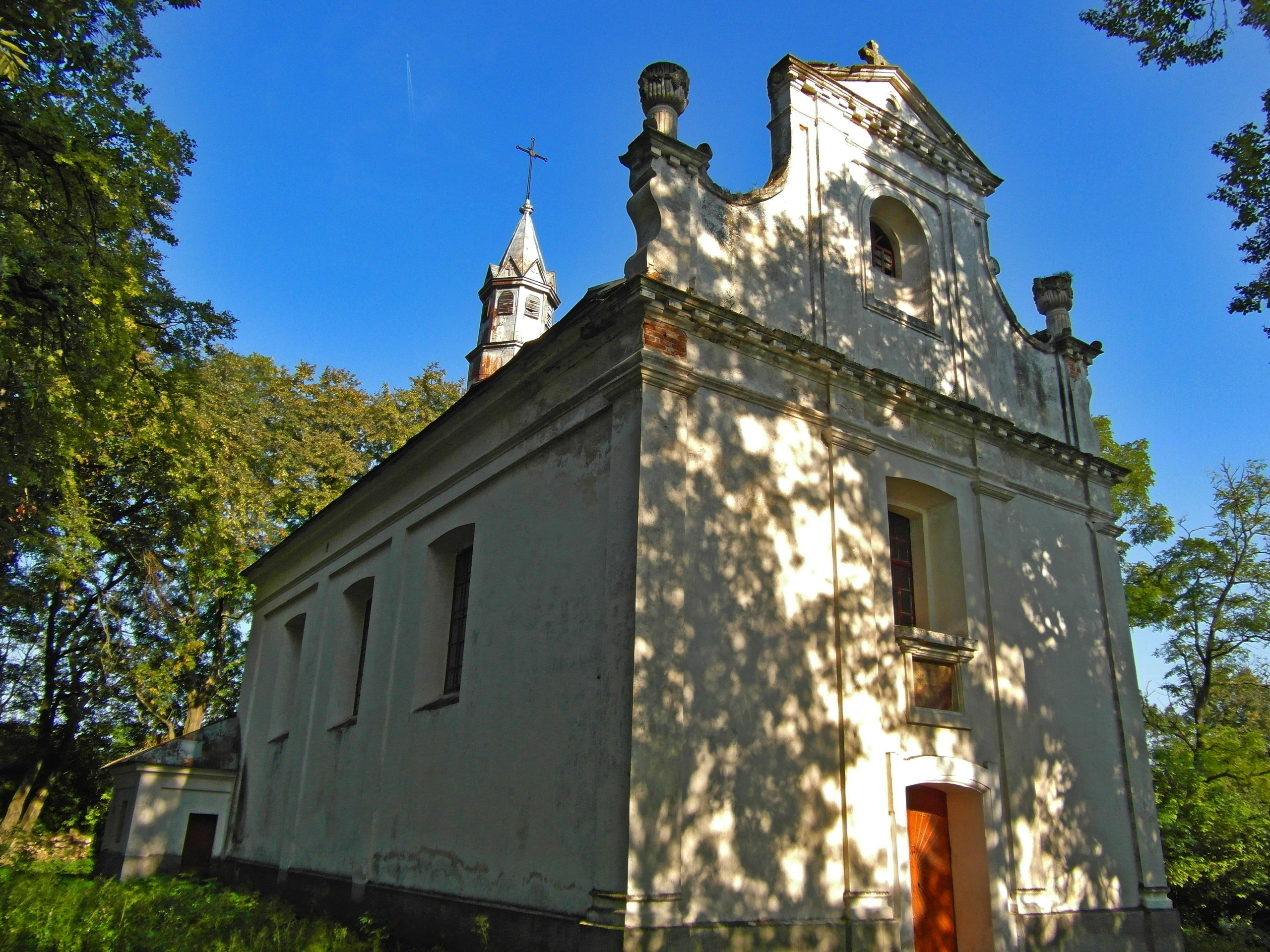
Kirche des Heiligen Stanislaw

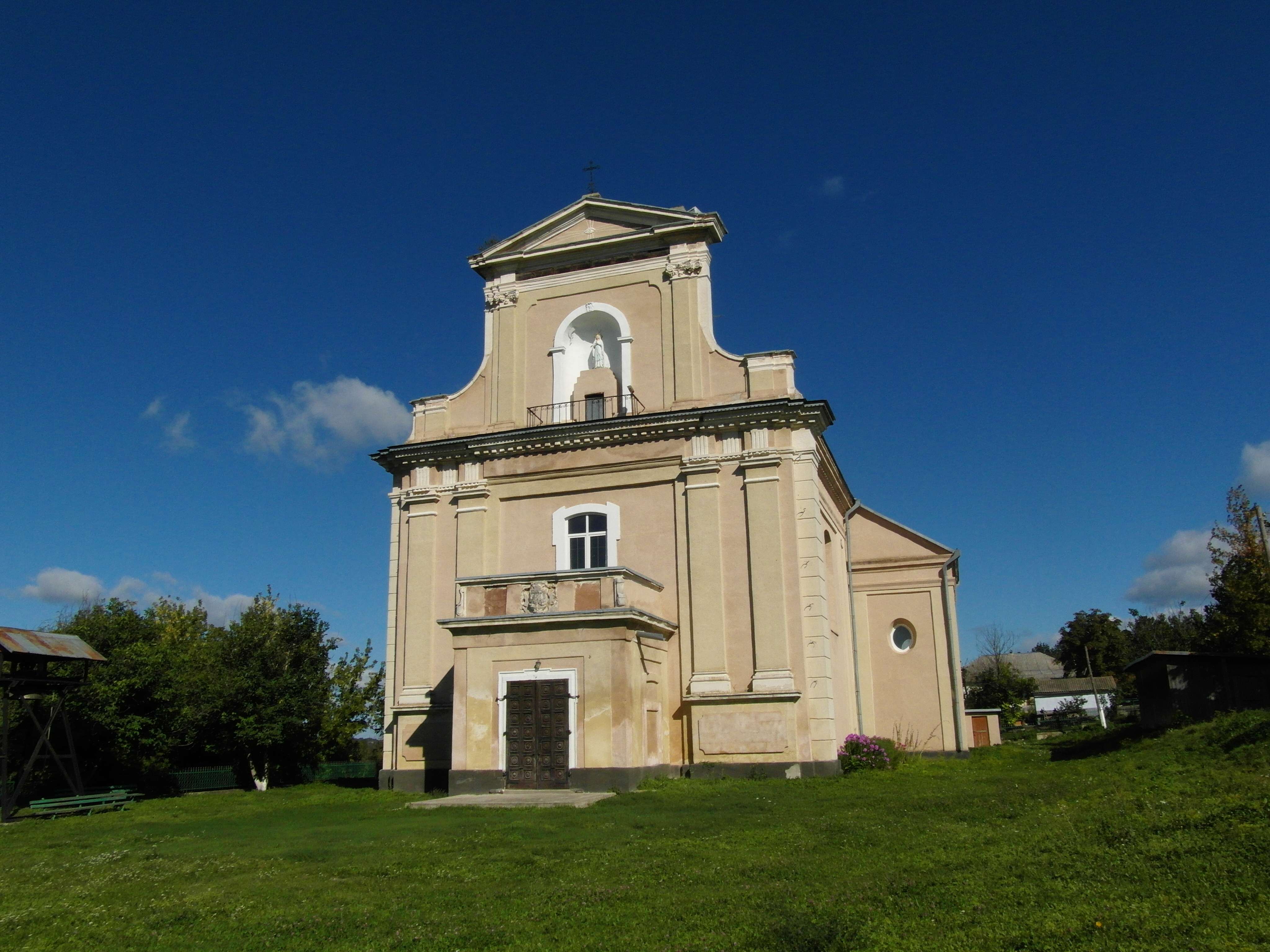
Kirche Unserer Lieben Frau vom Heiligen Skapulier

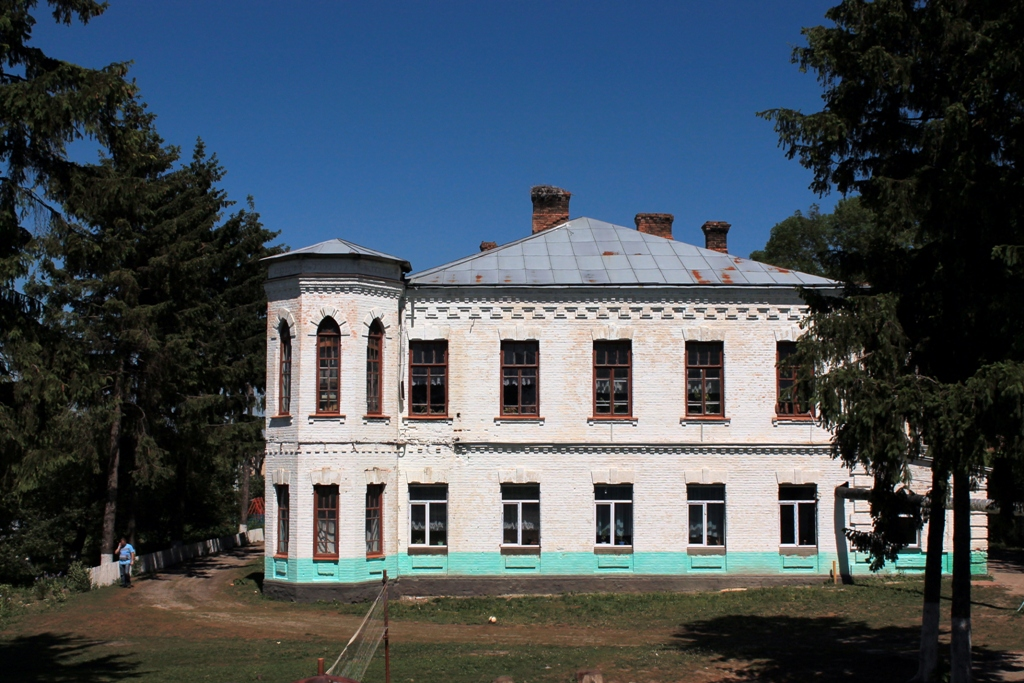
Herrenhaus

Die Ortschaft wurde 1583 gegründet liegt an der Grenze zur Oblast Ternopil am Ufer des Sbrutsch, einem linken Nebenfluss des Dnister, etwa 75 km westlich vom Oblastzentrum Chmelnyzkyj und 16 km südlich vom ehemaligen Rajonzentrum Wolotschysk. Auf der gegenüberliegenden Seite befindet sich das Schwesterndorf Tarnoruda.
Im Dorf gibt es einige Sehenswürdigkeiten, wie die zwei barocke Kirchen und ein Herrenhaus.
Am 13. August 2015 wurde das Dorf ein Teil der neugegründeten Stadtgemeinde Wolotschysk, bis dahin bildete es die gleichnamige Landratsgemeinde Tarnoruda (Тарнорудська сільська рада/Tarnorudska silska rada) im Südwesten des Rajons Wolotschysk.
Am 17. Juli 2020 kam es im Zuge einer großen Rajonsreform zum Anschluss des Rajonsgebietes an den Rajon Chmelnyzkyj.